# Bissau-guineai labdarúgó-szövetség
A Bissau-guineai labdarúgó-szövetség (portugálul: Federação de Futebol da Guiné-Bissau, rövidítve: FBF) Bissau-Guinea nemzeti labdarúgó-szövetsége. A szervezetet 1974-ben alapították, 1986-ban csatlakozott a Nemzetközi Labdarúgó-szövetséghez, valamint az Afrikai Labdarúgó-szövetséghez. A szövetség szervezi a Bissau-guineai labdarúgó-bajnokságot. Működteti a férfi valamint a női labdarúgó-válogatottat.